# 棕毛厚喙菊
棕毛厚喙菊（学名：Lihengia amoena）是菊科李恒菊属的植物，是中国的特有植物。分布于中国大陆的云南等地，生长于海拔3,500米至3,800米的地区，见于高山草甸，目前尚未由人工引种栽培。
棕毛厚喙菊原属厚喙菊属，2021年重新分到李恒菊属。